# Totanés
Totanés község Spanyolországban, Toledo tartományban. Totanés Polán, Noez, Pulgar, Cuerva és Gálvez községekkel határos. Lakosainak száma 371 fő (2024).

## Népesség
A település népessége az utóbbi években az alábbiak szerint változott:
| Lakosok száma | 375  | 386  | 420  | 429  | 422  | 396  | 355  | 348  | 358  | 371  |
|               | 2001 | 2004 | 2007 | 2009 | 2012 | 2014 | 2017 | 2019 | 2022 | 2024 |